# Eloy Olaya
Eloy José Olaya Prendes (* 10. Juli 1964 in Gijón) ist ein ehemaliger spanischer Fußballspieler.

## Karriere

### Verein
Eloy spielte bereits in seiner Jugend für Sporting Gijón. Am 28. November 1979 gab er im Alter von 15 Jahren sein Profidebüt in einem Pokalspiel gegen CD Turón. Sein erster Einsatz in der Primera División erfolgte am 10. November 1982 gegen CA Osasuna.
In der Saison 1983/84 war Eloy bereits Stammspieler und fortan nicht mehr aus der Mannschaft der Asturier wegzudenken, die sich in der Folge zweimal für den UEFA-Pokal qualifizierte. Während dieser Zeit wurde der Spanier zudem erstmals in die Nationalmannschaft berufen.
Von einigen großen Vereinen umworben, wechselte Eloy vor der Saison 1988/89 zum FC Valencia. Hier wurde der Spanier im Jahr 1990 Vizemeister und qualifizierte sich vier weitere Male für den UEFA-Pokal. Im Verlauf der Saison 1993/94 verlor Eloy seinen Stammplatz.
Aufgrund der unbefriedigenden Situation kehrte Eloy im Jahr 1995 zu Sporting Gijón zurück. Hier war er in der Saison 1995/96 wieder Stammspieler und feierte am Saisonende den Klassenerhalt. In der Folgesaison verlor der Spanier jedoch erneut seinen Stammplatz. Daraufhin verließ er den Verein in der Winterpause in Richtung Extremadura und unterschrieb einen Vertrag beim Zweitligisten CD Badajoz. Hier beendete er nach eineinhalb Jahren seine Karriere.

### Nationalmannschaft
Eloy durchlief die Jugendnationalmannschaften Spaniens. Sein Debüt in der A-Nationalmannschaft erfolgte 20. November 1985 im Rahmen eines torlosen Länderspiels gegen Österreich. Im Jahr 1986 nahm er mit Spanien an der Weltmeisterschaft 1986 in Mexiko teil. Im Viertelfinale gegen Belgien verschoss er entscheidend im Elfmeterschießen, woraufhin Spanien ausschied. Noch im selben Jahr gewann Eloy mit der U-21-Auswahl das Finale um die Europameisterschaft gegen Italien. Zwei Jahre später spielte er mit der A-Nationalmannschaft die Europameisterschaft 1988 in Deutschland.

## Erfolge
- U21-Europameister: 1986
- Copa-del-Rey-Finalist: 1995